# Elafebolione
Elafebolione (in greco antico: Ἐλαφηβολιών?, Elafeboliòn) era il nome del nono mese del calendario attico nell'antica Grecia.

## Caratteristiche
Elafebolione andava dalla seconda metà di marzo alla prima metà di aprile circa. Il nome del mese era legato alle Elafebolie, feste della caccia al cervo in onore di Artemide.
In questo mese, ad Atene, venivano celebrate le festività in onore della dea Pandia, personificazione del plenilunio.